# Bartolomé González de Villaverde
Bartolomé González de Villaverde (León, Corona de Castilla de la Monarquía Hispánica, 1512 – Asunción, gobernación del Río de la Plata y del Paraguay, 1586) era un hidalgo, explorador, conquistador, escribano y encomendero español que fuera expedicionario de los adelantados Pedro de Mendoza en 1535 y de Álvar Núñez Cabeza de Vaca en 1542, y que desde este último año se desempeñara en sus funciones en la ciudad de Asunción durante la colonización española de América.

## Biografía

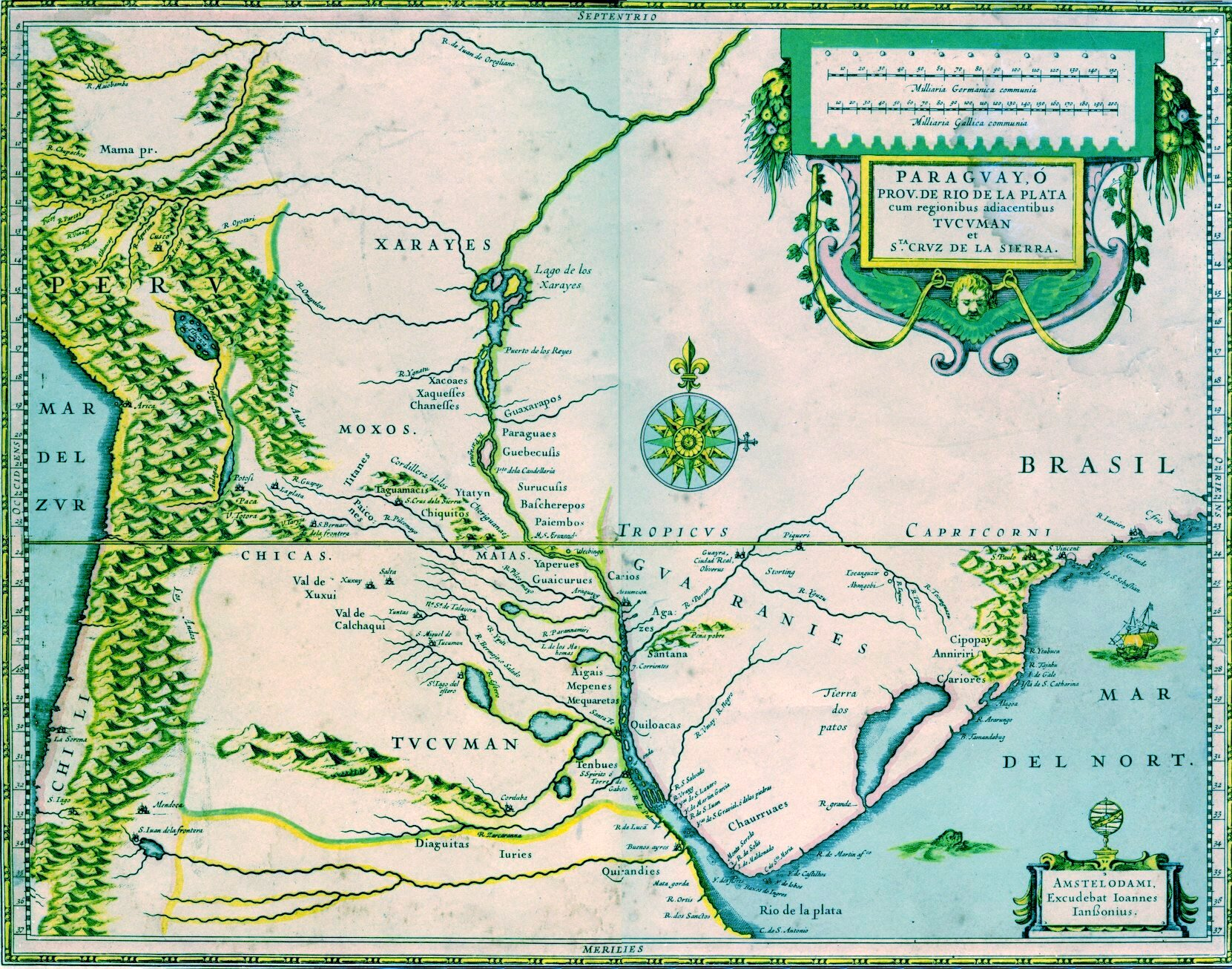
Gobernaciones del Río de la Plata y Paraguay y del Tucumán, siendo entidades autónomas dentro del gran Virreinato del Perú, en un mapa de 1600.

Bartolomé González de Villaverde había nacido en el año 1512 en la ciudad de León, capital del reino homónimo que formaba parte de la Corona castellana de la Monarquía Hispánica y en el mismo año que falleciera el aspirante al trono navarro Gastón de Foix, el cual heredó sus derechos sucesorios a su hermana Germana, que estaba casada con el rey Fernando de Aragón quien además fuera regente de Castilla, por lo que este último junto a los navarros beaumonteses y tropas castellanas ocupó el Reino de Navarra.
Pasó como hidalgo a la Sudamérica española con la expedición del primer adelantado Pedro de Mendoza que fundó la primigenia ciudad de Buenos Aires el 3 de febrero de 1536, y posteriormente, al erigirse la ciudad de Asunción el 15 de agosto de 1537 por el capitán Juan de Salazar y Espinosa, fue uno de sus primeros colonos.
González de Villaverde volvió a la península ibérica en 1538 y regresó en marzo de 1542 en la expedición del segundo adelantado Álvar Núñez Cabeza de Vaca, ya con el título de escribano de la gobernación del Río de la Plata y del Paraguay. Instalado permanentemente en la urbe guaraní de Asunción, participó en la sublevación contra el adelantado Cabeza de Vaca en 1544, luego se desempeñó como escribano real del Cabildo de la ciudad desde 1545 y además fue encomendero de Asunción desde 1565, hasta su fallecimiento en el año 1586.

## Matrimonio y descendencia
El escribano Bartolomé González de Villaverde se unió en matrimonio hacia 1558 con María de Santa Cruz (n. España o Paraguay, ca. 1538), una hija natural del capitán español Juan de Santa Cruz (n. Toledo, ca. 1508) —cuyos padres fueran Martín de Santa Cruz (n. ib., ca. 1478) y Francisca de Santa Cruz (n. ib., ca. 1488)— que también pasó a Sudamérica en la expedición de Pedro de Mendoza.
Del enlace entre Bartolomé González de Villaverde y María de Santa Cruz hubo 12 hijos, de los cuales solo sobrevivieron por lo menos siete de ellos:
- Bartolomé González de Villaverde[7] (n. ca. 1559) quien fuera regidor del Cabildo de la ciudad de Concepción de Buena Esperanza del Bermejo[7] en 1587[7] y posteriormente fuese nombrado como alcalde de la hermandad correntina[7] en 1641[7] y fue asignado en el puesto de regidor del Cabildo de Corrientes[7] en 1648.[7]
- Francisco González de Santa Cruz (Asunción del Paraguay, 1560 - ib., después de 1620) que fue teniente de gobernador general de Asunción desde 1613 hasta 1615[8] y de forma interina en el cargo de gobernador del Río de la Plata y del Paraguay en la segunda mitad del 1613. Se unió dos veces en matrimonio, el primer enlace no le dio sucesores, y en las segundas nupcias en 1615 con Francisca de Saavedra,[9][10] una hermana del gobernador Hernando Arias de Saavedra[9] e hija del otro gobernador interino Martín Suárez de Toledo.[11] [12]
- Ana González de Santa Cruz (n. ca. 1562).
- Juan González de Santa Cruz, era cuidador de deheza y caballos, cuidador integral de estos animales. [12]
- Gabriel González de Santa Cruz, hizo estudios eclesiásticos en el Perú y en 1602 recibió un legado de su hermano Francisco para continuarlos. [12]
- Mateo González de Santa Cruz, fue tesorero de la catedral de Chuquisaca. [12]
- Pedro González de Santa Cruz (n. ca. 1572), fue también Sacerdote y era llamado Padre. [12]
- Diego González de Santa Cruz (n. ca. 1565), fue escribano público y de cabildo y se casó en segundas nupcias de ambos con su concuñada Beatriz Suárez de Figueroa (n. ca. 1567). [12]
- Mariana González de Santa Cruz[9] (n. Asunción,[9] ca. 1570) que se casó con Francisco García Romero[9] y concibieron entre otros a Ana Romero de Santa Cruz,[9] la cual se enlazaría el 29 de abril de 1629 con el general Amador Báez de Alpoin[9] (Río de Janeiro, 1597 - Buenos Aires, 1652), teniente de gobernador de Corrientes en 1636, en 1640 y de 1647 a 1648, siendo hijo de los azorano-portugueses Amador Vaz de Alpoim y Margarita Cabral de Melo. [12]
- María (como su Madre) González de Santa Cruz, que se casó con el capitán Francisco García de Acuña, quien fue alcalde de Asunción y acompañó al adelantado Juan Torres de Vera y Aragón en la fundación de Corrientes (1588), allí también fue alcalde y procurador general del cabildo. Regresó a Asunción donde tuvo otras responsabilidades públicas. Su descendencia también es numerosa. [12]
- Francisca González de Santa Cruz, se casó con el capitán Juan de Roxas Aranda y Alarcón, quien fue vecino feudatario de Asunción, donde ocupó los cargos de regidor, tesorero de la Real Hacienda y otros. [12]
- Roque González de Santa Cruz[13] (Asunción, 1576 - Caibaté, 15 de noviembre de 1628) era un religioso jesuita que fuera beatificado en 1934[13] por el papa Pío XI y canonizado o proclamado santo en 1988,[13] por el papa Juan Pablo II. [12]